# باريس تورز 1992
باريس تورز 1992 (بالفرنسية: Paris-Tours 1992)‏ هو سباق دراجات هوائية، وهو الموسم رقم 86 من باريس تورز، وأقيم في 1992.
فاز بالمركز الأول Hendrik Redant ‏، وبالمركز الثاني كريستيان هين، وبالمركز الثالث أولاف لودفيغ.

## الفائزون
| الترتيب | الفائز          |
| ------- | --------------- |
| الفائز  | Hendrik Redant ‏ |
| الثاني  | كريستيان هين    |
| الثالث  | أولاف لودفيغ    |